# Chapareillan
Chapareillan és un municipi francès situat al departament de la Isèra i a la regió d'Alvèrnia-Roine-Alps. L'any 2007 tenia 2.522 habitants.

## Demografia

### Població
El 2007 la població de fet de Chapareillan era de 2.522 persones. Hi havia 1.003 famílies de les quals 284 eren unipersonals (146 homes vivint sols i 138 dones vivint soles), 291 parelles sense fills, 349 parelles amb fills i 79 famílies monoparentals amb fills.
La població ha evolucionat segons el següent gràfic:
Habitants censats

### Habitatges
El 2007 hi havia 1.145 habitatges, 1.023 eren l'habitatge principal de la família, 66 eren segones residències i 56 estaven desocupats. 957 eren cases i 184 eren apartaments. Dels 1.023 habitatges principals, 757 estaven ocupats pels seus propietaris, 224 estaven llogats i ocupats pels llogaters i 42 estaven cedits a títol gratuït; 14 tenien una cambra, 66 en tenien dues, 139 en tenien tres, 272 en tenien quatre i 533 en tenien cinc o més. 823 habitatges disposaven pel capbaix d'una plaça de pàrquing. A 450 habitatges hi havia un automòbil i a 483 n'hi havia dos o més.

### Piràmide de població
La piràmide de població per edats i sexe el 2009 era:
| Homes | Edats   | Dones |
| ----- | ------- | ----- |
| 0     | 95 o +  | 0     |
| 0     | 90 a 94 | 4     |
| 4     | 85 a 89 | 16    |
| 4     | 80 a 84 | 4     |
| 24    | 75 a 79 | 60    |
| 48    | 70 a 74 | 60    |
| 48    | 65 a 69 | 64    |
| 56    | 60 a 64 | 24    |
| 28    | 55 a 59 | 48    |
| 96    | 50 a 54 | 76    |
| 88    | 45 a 49 | 92    |
| 80    | 40 a 44 | 92    |
| 104   | 35 a 39 | 68    |
| 64    | 30 a 34 | 116   |
| 56    | 25 a 29 | 56    |
| 40    | 20 a 24 | 56    |
| 80    | 15 a 19 | 48    |
| 32    | 10 a 14 | 76    |
| 76    | 5 a 9   | 100   |
| 80    | 0 a 4   | 60    |

## Economia
El 2007 la població en edat de treballar era de 1.604 persones, 1.251 eren actives i 353 eren inactives. De les 1.251 persones actives 1.161 estaven ocupades (637 homes i 524 dones) i 91 estaven aturades (36 homes i 55 dones). De les 353 persones inactives 121 estaven jubilades, 112 estaven estudiant i 120 estaven classificades com a «altres inactius».

### Ingressos
El 2009 a Chapareillan hi havia 1.061 unitats fiscals que integraven 2.750,5 persones, la mediana anual d'ingressos fiscals per persona era de 20.549 €.

### Activitats econòmiques
Dels 123 establiments que hi havia el 2007, 4 eren d'empreses alimentàries, 2 d'empreses de fabricació de material elèctric, 4 d'empreses de fabricació d'altres productes industrials, 28 d'empreses de construcció, 22 d'empreses de comerç i reparació d'automòbils, 7 d'empreses de transport, 5 d'empreses d'hostatgeria i restauració, 4 d'empreses d'informació i comunicació, 1 d'una empresa financera, 5 d'empreses immobiliàries, 20 d'empreses de serveis, 13 d'entitats de l'administració pública i 8 d'empreses classificades com a «altres activitats de serveis».
Dels 36 establiments de servei als particulars que hi havia el 2009, 1 era una oficina de correu, 4 tallers de reparació d'automòbils i de material agrícola, 1 autoescola, 4 paletes, 5 guixaires pintors, 8 fusteries, 2 lampisteries, 4 electricistes, 1 empresa de construcció, 3 perruqueries, 1 restaurant i 2 agències immobiliàries.
Dels 8 establiments comercials que hi havia el 2009, 1 era una botiga de més de 120 m², 3 fleques, 1 una carnisseria, 1 una llibreria, 1 una botiga de roba i 1 una floristeria.
L'any 2000 a Chapareillan hi havia 45 explotacions agrícoles que ocupaven un total de 1.225 hectàrees.

## Equipaments sanitaris i escolars
L'únic equipament sanitari que hi havia el 2009 era una farmàcia.
El 2009 hi havia 1 escola maternal i 2 escoles elementals.

## Poblacions més properes
El següent diagrama mostra les poblacions més properes.